# الشرف (بني سعد)

تعديل مصدري - تعديل

الشرف هي إحدى قرى عزلة قيهمة بمديرية بني سعد التابعة لمحافظة المحويت، بلغ تعداد سكانها 548 نسمة حسب تعداد اليمن لعام 2004.